# Nenê (ur. 1975)
Nenê, właśc. Fábio Camilo de Brito (ur. 6 czerwca 1975 w São Paulo) – piłkarz brazylijski, występujący na pozycji środkowego obrońcy.

## Kariera klubowa
Karierę piłkarską Nenê rozpoczął w klubie Juventus São Paulo w 1993 roku. W swoim premierowym sezonie spadł z Juventusem do drugiej ligi stanowej (po roku do niej Juventus powrócił). W 1994 wystąpił z Juventusem w rozgrywkach Campeonato Brasileiro Série C, w których klub z São Paulo zajął wysokie 9. miejsce. Dobra gra Nenê szybko została zauważona i latem 1996 trafił do pierwszoligowego Guarani FC. W Guarani 25 sierpnia 1996 w przegranym 0-3 meczu z Paraną Kurytyba Nenê zadebiutował w lidze brazylijskiej. Latem 1997 Nenê wyjechał do portugalskiego Sportingu. W lidze portugalskiej 27 września 1997 w zremisowanym 0-0 spotkaniu derbowym z Benfiką. Mając problemy z wywalczeniem miejsca w składzie „Orłów” w lutym 1998 po rozegraniu zaledwie 4 meczów lidze portugalskiej zdecydował się na wypożyczenie do drugoligowej EC Bahia.
Z Bahią zdobył mistrzostwo stanu Bahia – Campeonato Baiano. Na początku 1999 powrócił do Sportingu, jednak nie mając szans na grę zdecydował się odejść do Corinthians São Paulo. Z Timão zdobył mistrzostwo stanu São Paulo – Campeonato Paulista oraz mistrzostwo Brazylii w 1999. W 2000 przeszedł do Grêmio Porto Alegre. Przez 2,5 roku Nenê zdobył z Grêmio zdobył mistrzostwo stanu Rio Grande do Sul – Campeonato Gaúcho w 2000 oraz Copa do Brasil w 2001. Latem 2002 Nenê powrócił do Europy zostając zawodnikiem Herthy Berlin. W Bundeslidze zadebiutował 17 sierpnia 2002 w zremisowanym 1-1 meczu z VfB Stuttgart. Z Herthą zdobył Puchar Ligi Niemieckiej w 2002. Nenê rozegrał w Bundeslidze tylko 10 spotkań i po zakończeniu sezonu 2002/03 powrócił do Brazylii, gdzie został zawodnikiem Vitórii Salvador. Z Vitórią zdobył mistrzostwo stanu Bahia w 2004.
Latem 2004 Nenê przeszedł do japońskiej Urawy Red Diamonds. W J.League zadebiutował 12 września 2004 w wygranym 4-1 wyjazdowym meczu z Oitą Trinita. Z Urawą zdobył mistrzostwo Japonii w 2006, dwukrotnie Puchar Cesarza w 2005 i 2006, Superpuchar Japonii w 2006 oraz wygrał Azjatycką Ligę Mistrzów w 2007. W tym samym roku zajął trzecie miejsce w Klubowych Mistrzostwach Świata. W 2008 powrócił do Brazylii zostając zawodnikiem Coritiby. W barwach „Coxy” Nenê wystąpił ostatni raz w lidze brazylijskiej 17 sierpnia 2008 w przegranym 0-1 meczu z SE Palmeiras. Ogółem w latach 1996–2008 w lidze brazylijskiej wystąpił w 117 meczach, w których strzelił 8 bramek. W latach 2009–2010 Nenê występował w drugoligowych EC Juventude i Bragantino. W 2011 był zawodnikiem występującego w trzeciej lidze stanu São Paulo Grêmio Osasco, a w 2012 występującym klasę niżej União Mogi das Cruzes. W 2013 ponownie został zawodnikiem Grêmio Osasco, który w międzyczasie awansował do drugiej ligi stanowej.

## Kariera reprezentacyjna
Nenê występował w olimpijskiej reprezentacji Brazylii. W 1995 roku uczestniczył w Igrzyskach Panamerykańskich w Mar del Plata na których Brazylia odpadła w ćwierćfinale. Na turnieju Nenê wystąpił we wszystkich czterech meczach z Kostaryką, Bermudami, Chile i Hondurasem.
W 1991 z reprezentacją Brazylii U-17 uczestniczył w Mistrzostwa Świata U-17. Brazylia odpadła w ćwierćfinale a Nenê wystąpił we wszystkich czterech meczach z RFN, ZEA, Sudanemi Ghaną.

## Źródła
- Profil
- Profil
- Profil
- Profil
- Profil. fifa.com. [zarchiwizowane z tego adresu (2013-07-01)].